# Камен-Бряг
Камен-Бряг (болг. Камен бряг) — село в Болгарии. Расположен на побережье Чёрного моря. Находится в Добричской области, входит в общину Каварна. Население составляет 82 человека.

## Политическая ситуация
Камен-Бряг подчиняется непосредственно общине и не имеет своего кмета.
Кмет (мэр) общины Каварна —  Цонко Здравков Цонев (независимый) по результатам выборов в правление общины.